# Ichinomiya
Ichinomiya (一宮市, Ichinomiya-shi) är en japansk stad i prefekturen Aichi på den centrala delen av ön Honshu. Den har cirka 380 000 invånare och fick stadsrättigheter 1 september 1921. och har sedan 2002
status som speciell stad (japanska: 特例市?, Tokureishi) enligt lagen om lokalt självstyre.
Staden är belägen vid Kisofloden och ligger nordväst om Nagoya, och ingår i denna stads storstadsområde.